# Шейхаметов, Толят Абдулганиевич
Толят Абдулганиевич Шейхаметов (укр. Толят Шейхаметов; род. 24 апреля 1966, Шахрисабз, Кашкадарьинская область) — советский и украинский футболист, нападающий.

## Биография
Ещё будучи юношей, пару сезонов отыграл в коллективах второй лиги, а затем получил приглашение от ташкентского «Пахтакора». Это был конец 1988 года — начало 1989 года. Тренировал тогда команду Фёдор Новиков, 14 лет отработавший помощником Константина Ивановича Бескова в московском «Спартаке». Тогда ему удалось собрать в «Пахтакоре» звёздный состав, который легко решил задачу выхода в Высшую лигу. В 1990 году ему позвонили из Крыма, а точнее его родителям. На тот момент ему совсем не хотелось уходить из «Пахтакора», в котором он уже практически завоевал место в основном составе. Но отец настоял, чтобы он принял предложение «Таврии».
В конце 1990 года, на послесезонной тренировке получил достаточно серьёзную травму ноги. Травмировал его врач «Таврии» Черепанов. Была сложная операция, потом очень долго восстанавливался. В результате в 1991 году он не провёл ни одной игры. В 1992 году в составе «Таврии» стал первым чемпионом независимой Украины. Из-за травмы ему не удалось сыграть в «золотом матче» «Таврии» против киевского «Динамо». За финальной игрой во Львове он наблюдал, сидя у телевизора в одной из симферопольских гостиниц.
В конце 1993 года его продали в Израиль, где он играл за «Маккаби» (Герцлия) позже за «Хакоах» (Рамат-Ган). Там он провёл восемь месяцев, после чего вновь вернулся в «Таврию» — сыграл несколько поединков в чемпионате и финал Кубка Украины против одесского «Черноморца», в котором «моряки» победили в серии послематчевых пенальти (5:3). Финал Кубка стал для Шейхаметова последним матчем в футболке симферопольской команды.
После ухода из «Таврии» Шейхаметов поиграл ещё в «Кремне» из Кременчуга, а также стал победителем первенства Украины в первой лиге в составе «Николаева». Впоследствии же перешёл на тренерскую работу. В феврале 2007 года стал вторым тренером «Крымтеплицы». Затем входил в тренерский штаб «ИгроСервиса». Был ассистентом главного тренера в сборной Украины до 17 лет. С декабря 2015 года работает в тренерском штабе молодёжной сборной.

## Достижения
- Чемпион Украины: 1992
- Победитель Первой лиги Украины: 1997/98